# Santa Maria in Publicolis
Die Kirche Santa Maria in Publicolis ist ein katholisches Gotteshaus im historischen Zentrum Roms, das sich in der Via dei Falegnami im Stadtteil Sant’Eustachio befindet.
Seit 1858 ist die Kirche den Missionaren dei Sacri Cuori di Gesù e Maria anvertraut, die von dem heiligen Gaetano Errico gegründet wurden, der sie zu seinem Haupthaus machte.

## Geschichte
Die Kirche ist in der Via Publicolis in unmittelbarer Nähe des Palazzo Santacroce in Sant’Angelo erbaut. Sie wird in einer Bulle von Urban III. aus dem Jahr 1186 mit dem Namen Santa Maria de Publico als Filiale von San Lorenzo in Damaso angeführt. Der Name könnte sich aus der Nähe zum Porticus Minucia frumentaria ableiten, wo sich die Niederlassungen des frumentum publicum (Verkaufsstellen der staatlichen Getreidespeicher) befanden. Im 16. Jahrhundert wurde die Kirche in Publicolis genannt, weil die Adelsfamilie Santacroce, die die Schirmherrschaft über die Kirche innehatte, behauptete, ihren Stammbaum auf die Valerii Publicola des antiken Roms zurückzuverfolgen, und dieser Name ist bis heute geblieben.
Die Kirche wurde 1465 von der Familie Santacroce restauriert. Sie verfiel, wurde 1642 abgerissen und ab dem gleichen Jahr nach einem Plan von Giovanni Antonio De Rossi auf Verlangen von Kardinal Marcello Santacroce wieder aufgebaut. Die Arbeiten wurden 1643 abgeschlossen.
Seit 1835 ist sie das Haupthaus der Missionari dei Sacri Cuori di Gesù e Maria.

## Beschreibung

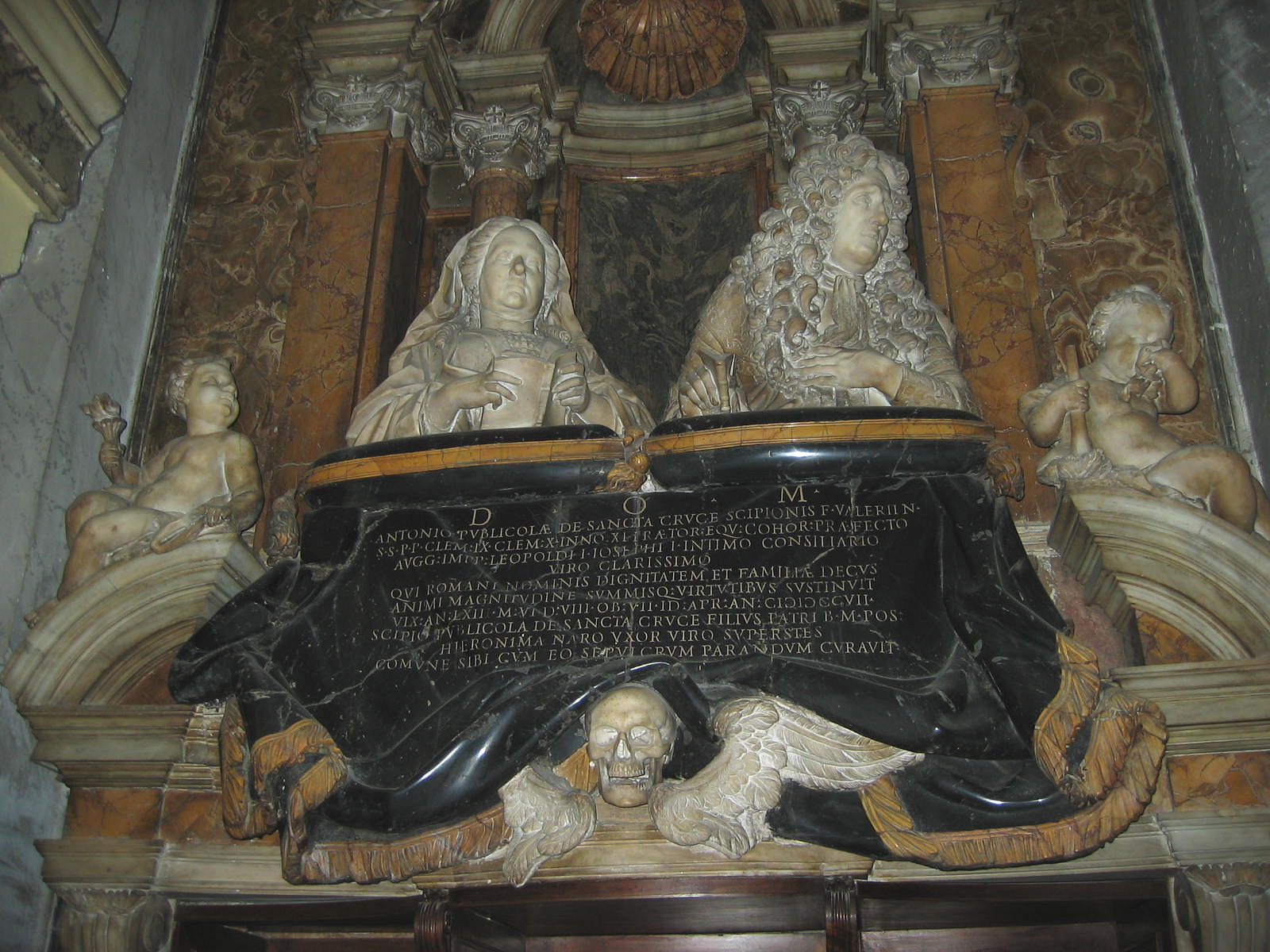
Lorenzo Ottoni, Grabdenkmal von Antonio Publicola Santacroce und Girolama Nari, (1727)

“Der Jungfrau Mutter Gottes in Publicolis 1643”

Die Kirche Santa Maria in Publicolis ist sowohl äußerlich als auch innerlich im Barockstil gehalten.
Die Fassade wird durch ein hohes Gesims in zwei Ordnungen geteilt, die beide durch vertikale Bänder dreiteilig sind. Die untere Ordnung hat in der Mitte das Portal mit einem Fresko, das die zwischen zwei ionischen Lisene thronende Madonna zwischen den Engeln darstellt; an den Seiten befinden sich zwei leere halbkreisförmige Nischen. Die obere Ordnung hingegen hat einfache toskanische Lisene mit einem großen Fenster in der Mitte. Die Fassade endet oben mit einem bogenförmigen Giebel, der von zwei Skulpturen flankiert wird, von denen jede einen Pelikan darstellt, der sich an der Brust verletzt, dem Symbol Christi.
Das Innere der Kirche besteht aus einem einzigen, mit einem Tonnengewölbe bedeckten Schiff mit zwei Seitenkapellen.
In der rechten Seitenkapelle ist das Gemälde von Raffaello Vanni die Heilige Helena betet das Kreuz an zu sehen. In der linken Seitenkapelle befindet sich stattdessen ein Gemälde des Heiligen Franz von Assisi von Giovanni Francesco Grimaldi, Kopie eines Werkes von Annibale Carracci. Am Ende des Kirchenschiffs befindet sich die rechteckige, mit einer Kuppel bedeckte Apsis, die vollständig vom Presbyterium eingenommen wird, in dem sich der Hochaltar aus polychromem Marmor mit der Geburt der Jungfrau Maria von Raffael Vanni befindet.
Auf dem Chor an der Gegenfassade steht die 1912 erbaute Mascioni-Orgel opus 307.
Auf dem Fußboden befinden sich mehrere Grabsteine aus dem 15. und 16. Jahrhundert. Die Kirche beherbergt einen Teil der Gräber der Familie Santacroce: Alfonso, Prospero, Antonio, Marcello, Andrea und Valerio. Es gibt auch das Grab von Ottavia Corsini.